# La Mazzanta
La Mazzanta, o  Mazzanta, è un centro abitato posto nei comuni di Rosignano Marittimo e Cecina, in provincia di Livorno.
Confina con la località conosciuta come Buca del Gatto, sita nel comune di Cecina, con la quale, di fatto, costituisce un unico abitato.
Affacciata sul mare, è nota soprattutto come rinomata località dedita al turismo balneare, tanto da essere stata insignita, negli anni, del prestigioso riconoscimento di Bandiera Blu.
Si caratterizza per un promontorio ventoso, Capo Cavallo, e per il sistema di canali detti fossi, realizzati per bonificare la zona precedentemente paludosa ed in parte al di sotto del livello del mare. A nord, in località Molino a fuoco, esiste una stazione di pompaggio che serve a regolare il livello dell'acqua nei canali.
Le spiagge, composte in alcuni tratti da sabbia e in altri da ghiaia si accompagnano a fondali poco profondi e caratterizzati, al largo, da secche note come Secche di Vada. Sono visibili dalla spiaggia rovine di fortini della seconda guerra mondiale che affiorano dal mare.
La pineta, che ospita diversi campeggi, si estende a nord fino a Vada e a sud fino alla foce del fiume Cecina.
Sono presenti diverse strutture turistico-ricreative.

## Luoghi d'interesse nelle vicinanze
- Vada
- Cecina